# Шура Би-2
Шу́ра Би-2 (настоящее имя — Алекса́ндр Николаевич Уман (бел. Аляксандр Мікалаевіч Уман); род. 3 февраля 1970, Бобруйск, Могилёвская область, Белорусская ССР, СССР) — гитарист, композитор и автор песен. Один из двух основателей и лидеров группы «Би-2».

## Биография
Александр Уман родился 3 февраля 1970 года в Бобруйске в семье Николая Иосифовича и Инны Александровны Уман. Бабушка Карина — узбечка. Получил среднее образование в школе №19 г. Бобруйска. Учился в Центре творчества по классу бас-гитары. В 15 лет переехал в Минск.
В 1985 году познакомился в минской детской театральной студии «Ронд» с другим будущим основателем группы «Би-2» — Егором Бортником (Лёва Би-2). «Он часто кружился рядом, но однажды подошел с важным видом и сказал, что его друг пишет стихи. Я прочел и понял, что их написал сам Лёвчик» — вспоминает Шура. В этой студии они решили совместно с другими сверстниками делать постановки в духе театра абсурда. После очередной авангардной постановки в 1988 году театр был закрыт, а Шура и Лёва решили, что им гораздо лучше удастся выразить себя вместе в музыке.
Шура и Лёва создали коллектив «Братья по оружию», который позже сменил название на «Берег Истины», а затем в «Би-2». Выступая с концертами, коллектив объездил всю Беларусь. 28 января 1991 года Шура переехал в Израиль. Там он (как и Лёва, который следом за Шурой тоже перебрался в Израиль) работал охранником на стройке, а в сторожке друзья занимались музыкой. Группе «Би-2» удалось даже занять первое место на Иерусалимском рок-фестивале.
В конце 1993 года Шура уехал к троюродному брату в Австралию, и группа фактически распалась почти на 5 лет (хотя первое время Шура и Лёва продолжали работать над новыми песнями, общаясь по телефону). В Австралии Шура играл в группе «Chiron». В 1997—1998 годах он стал писать репортажи с разных концертов для Санкт-Петербургского журнала «Fuzz».
В феврале 1998 года Лёва Би-2 также перебрался в Австралию к Шуре. Вскоре группа «Би-2» возродилась; в том же 1998 году появился её первый номерной альбом «Бесполая и грустная любовь». К осени 1998 года группа подготовила также альбом «И корабль плывёт». Он так и не был издан, но песни с него оказались в эфире российских радиостанций, их общий друг отправил пару песен в Россию, где они приобрели некоторую популярность (первой из них в постоянную ротацию на радиостанции «Наше радио» попала песня «Сердце»).
Музыкантов стали приглашать в Москву. В сентябре 1999 года Шура и Лёва приехали в Россию, где группа «Би-2», состав которой пополнился российскими музыкантами, начала активную концертную деятельность. Три месяца Шура и Лева обращались к разным продюсерам, но безрезультатно. И вдруг Алексей Балабанов и Сергей Бодров-младший выбрали песни «Би-2», включая композицию «Полковнику никто не пишет», для своего фильма «Брат 2». В 2000 году Шура Би-2 снялся в фильме «Брат 2» (где играл роль самого себя).
В этом же году был издан второй номерной альбом группы — «Би-2», в который вошли (но с иным порядком треков и дизайном) песни из альбома «И корабль плывёт». А песня прозвучавшая в блокбастере, сделала группу знаменитой. Группа продолжала выпускать новые альбомы, и к 2017 году число её номерных альбомов достигло десяти.

## Личная жизнь
Первая жена Виктория Билоган (псевд. Виктория Победа), уроженка Одессы (Украинская ССР), гражданка Австралии, были женаты с 1999 по 2001 годы (жили вместе с 1994 года).
Незарегистрированный брак — Ольга Страховская; жили вместе с 2001 по 2006 годы.
Незарегистрированный брак — Екатерина Добрякова; жили вместе с 2006 по 2008 годы.
Вторая жена Елизавета Решетняк; женаты с 30 октября 2009 года. Дочь Ева (род. 27.04.2010), сын Оливер (род. 01.06.2012).